# Italienische Militärfahrzeuge des Zweiten Weltkrieges
Dies ist eine Übersicht der italienischen Militärfahrzeuge, die während des Zweiten Weltkrieges eingesetzt wurden oder sich in Entwicklung befanden.

## Gepanzerte Fahrzeuge

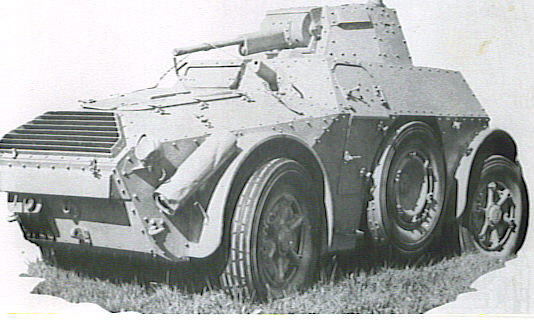
Panzerspähwagen AB-41 (Autoblindo Mod. 1941)

### Tanketten

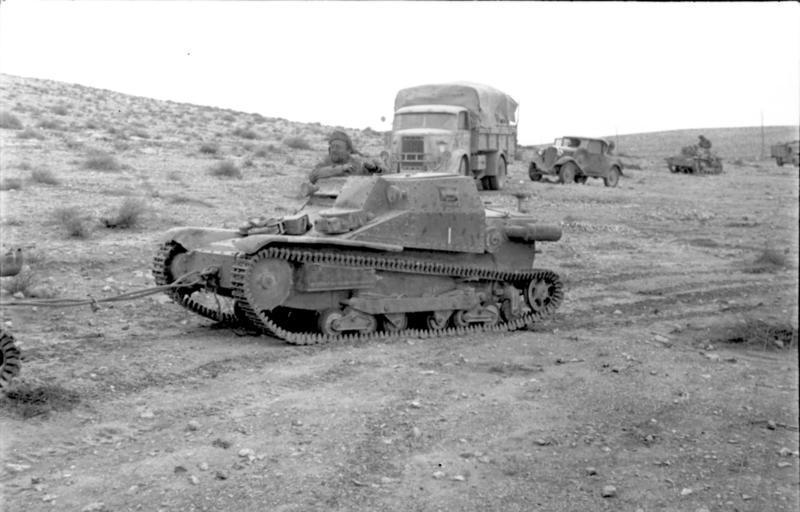
L3/33 in Nordafrika, 1941

- L3/33
- L3/35

### Kampfpanzer
- L6/40
- M11/39
- M13/40 (Standardkampfpanzer)
- M14/41
- M15/42
- P26/40
- Carro Armato Celere Sahariano (Prototyp)

### Selbstfahrlafetten

#### Kette
- Semovente Commando M40 (basiert auf dem Fiat M13/40)
- Semovente 47/32
- Semovente 75/18
- Semovente da 75/34
- Semovente 90/53
- Semovente da 105/25 „Bassotto“ (= Dachshund / Basset)

#### Rad
- Fiat 508 LRM (Fla-MG-Träger)
- Ceirano 75 CK (75-mm-Flak)

### Panzerspähwagen
- Autoblindo Fiat 611
- Autoblindo AB41
- Lancia Autoblinda Lince

## Ungepanzerte Fahrzeuge

### Personenkraftwagen
- Alfa Romeo 6C 2500 Turismo
- Alfa Romeo 6C 2500 Col.Mil.
- Bianchi S4
- Bianchi S6 M
- Bianchi S9
- Fiat 508 M (ab 1932)
- Fiat 508 CM (ab 1937)
- Fiat 1100 Mil.
- Fiat 508C/1100 Mil. Mod. 39
- Fiat 2800 Col.Mil.Com.
- Lancia Aprilia 639 Col.
- Lancia Artena Mil. 341
- Camionetta Sahariana

### Lastkraftwagen
- Alfa Romeo 400 RE
- Alfa Romeo 500
- Alfa Romeo 800RE
- Bianchi Mediolarum 36
- Bianchi Mediolarum 68
- Bianchi Mediolarum Miles
- Breda 51
- Breda 52
- Ceirano 47 CM
- Ceirano 50 CMA
- Ceirano 50 CRL
- Fiat 508 Col.Mil.
- Fiat 508C Mil.
- Fiat 618 M Col.
- Fiat 621 PN
- Fiat 626 N Col.
- Fiat 626 B
- Fiat 633
- Fiat 661
- Fiat 665 NM
- Fiat 665 N
- Fiat-Spa AS37 (Autocarro Sahariano)
- Fiat-Spa AS43 (Camionetta Desertica)
- Isotta Fraschini D. 65 UMB
- Isotta Fraschini D. 70 M
- Isotta Fraschini D. 80 MO
- Isotta Franschini D. 80 CMO
- Lancia 3Ro MNP 264
- Lancia 3Ro N Mil. 564
- Lancia 3Ro B
- Lancia RO MB
- Lancia RO RO 265
- Lancia ESARO 267 Mil.
- OM Autocaretta 37
- OM 1CRD Mil.
- OM 3 BOD Mil.
- OM Taurus
- OM Titano
- OM Ursus
- Spa CL 39 Coloniale
- Spa CLF 39 (Caro Leggero Fanteria)
- Spa TL 37
- Spa T40
- Spa 38 R
- Spa 38 RA
- Spa Dovunque 33
- Spa Dovunque 35
- Spa Dovunque 35 Radio
- Spa Dovunque 41

### Zugmaschinen (Räder)
- Breda 51
- Fiat-SPA TL37

### Zugmaschinen (Kette)
- Fiat 700C
- Fiat Boghetto 40C
- Fiat OCI 708 CM

### Halbkettenfahrzeuge

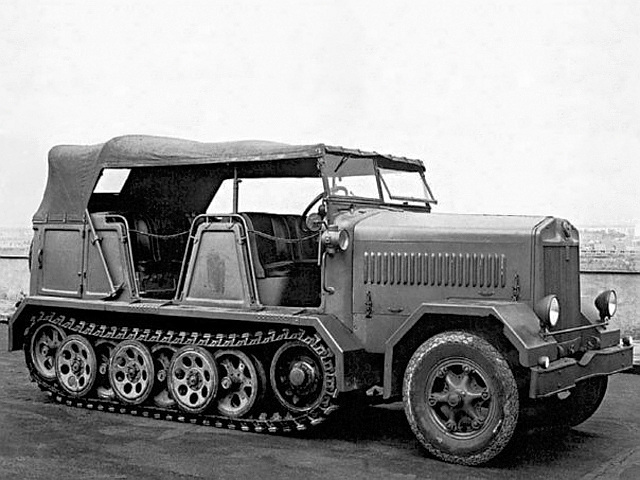
Zugmaschine Fiat 727

- Breda Tipo 61
- Fiat 727

### Motorräder
- Benelli 250
- Benelli 500
- Bianchi 500 M
- Gilera VL Marte
- Gilera LTE 500
- Guzzi GT 17
- Guzzi Alce
- Sertum 250 Mod. 37
- Sertum 500
- Volugrafo Aermoto

### Trikes (Motocarro)
- Benelli 500
- Gilera Mercurio 500
- Guzzi 500 U (Unificato)
- Guzzi GT 17
- Guzzi Trialce